# Dasycercodes iranicus
Dasycercodes iranicus är en insektsart som beskrevs av Bei-bienko 1951. Dasycercodes iranicus ingår i släktet Dasycercodes och familjen vårtbitare. Inga underarter finns listade i Catalogue of Life.